# Jason Muzzatti
Jason Mark Muzzatti (* 3. Februar 1970 in Toronto, Ontario) ist ein ehemaliger italo-kanadischer Eishockeytorwart und derzeitiger -trainer. Während seiner Karriere spielte er für die Calgary Flames, Hartford Whalers, New York Rangers und San Jose Sharks in der National Hockey League, Tappara Tampere in der SM-liiga sowie die Eisbären Berlin und Augsburger Panther in der Deutschen Eishockey Liga.

## Karriere
Jason Muzzatti studierte zunächst vier Jahre von 1987 bis 1991 an der Michigan State University, für deren Eishockeymannschaft er parallel in der Central Collegiate Hockey Association der National Collegiate Athletic Association spielte. In den Jahren 1989 und 1990 gewann er mit seiner Mannschaft jeweils die Meisterschaft der CCHA. Zwischen 1988 und 1990 wurde der Kanadier dreimal in eines der zahlreichen All-Star Teams berufen. Zuvor hatten ihn bereits die Calgary Flames im NHL Entry Draft 1988 in der ersten Runde an 21. Stelle ausgewählt.
Nach Abschluss seiner Collegezeit wechselte der Italo-Kanadier ins Profilager und lief für die Salt Lake Golden Eagles in der International Hockey League auf, die zu dieser Zeit das Farmteam der Calgary Flames waren. Die Saison 1993/94 verbrachte er dann bei den Saint John Flames in der American Hockey League, einem weiteren Farmteam Calgarys, die ihn im Saisonverlauf erstmals in NHL-Kader beriefen und ihn einmal einsetzten. Ähnlich verlief die Lockout-verkürzte Spielzeit 1994/95, während er hauptsächlich in der AHL eingesetzt wurde, kam er wiederum zu einem NHL-Einsatz. 
Da die Calgary Flames mit der Entwicklung ihres Erstrunden-Draftpicks jedoch nicht zufrieden waren, setzten sie ihn vor Beginn der Saison 1995/96 auf die Waiver-Liste. Von dort wählten ihn die Hartford Whalers aus, die ihn größtenteils als Back-up im NHL-Team einsetzten. So kam er in dieser Saison auf 22 Einsätze in der NHL, von denen er aber lediglich vier gewinnen konnte. Weiterhin als Back-up hinter Sean Burke beschäftigt, stand er im Spieljahr 1996/97 31-mal im Tor der Whalers, konnte aber mit nur neun Siegen wiederum nicht ganz die Erwartungen erfüllen. 

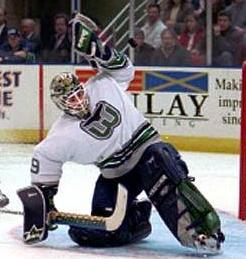
Muzzatti im Trikot der Hartford Whalers

Im Sommer 1997 wurden die Hartford Whalers nach North Carolina umgesiedelt und spielten fortan als Carolina Hurricanes. Da Muzzatti öffentlich die Umsiedlung kritisiert hatte und sich mit dem neuen Franchise nicht mehr identifizieren konnte, transferierten ihn die Hurricanes vor Saisonbeginn für einen Draft-Pick der vierten Runde zu den New York Rangers. Diese setzten ihn in der Saison 1997/98 sechsmal ein, da Muzzatti aber keines der Spiele als Sieger beendete, wurde er im März 1998 im Austausch für Rich Brennan an die US-amerikanische Westküste zu den San Jose Sharks abgegeben. Nach einem weiteren Einsatz dort verließ er Nordamerika und wechselte nach Europa.
Auf dem europäischen Kontinent unterzeichnete er einen Vertrag bei den Eisbären Berlin aus der Deutschen Eishockey Liga, doch aufgrund einer Herzoperation fiel er große Teile der Saison 1998/99 aus. Im folgenden Jahr wechselte er in die finnische SM-liiga, wo er für Tappara Tampere spielte, um nach nur einem Jahr wieder nach Deutschland zurückzukehren, diesmal zu den Augsburger Panther. Im Sommer 2001 wechselte der Torhüter nach Italien in die Serie A1. Drei Jahre stand er im Tor der HC Milano Vipers, mit denen er zwischen 2002 und 2004 drei italienische Meistertitel feiern konnte, ehe er innerhalb der Liga zum HC Bozen wechselte. 
Im Sommer 2006 kehrte Muzzatti der italienischen Liga den Rücken und ging zurück nach Nordamerika. Dort verpflichteten ihn die Flint Generals aus der United Hockey League, die inzwischen in International Hockey League umbenannt wurde. Nachdem Muzzatti nach der Saison 2006/07 seine aktive Karriere bei den Flint Generals beendet hatte, begann er seine Trainerkarriere zur Spielzeit 2008/09 als Assistenztrainer der Flint Generals. Eine Saison später war er als Cheftrainer der Mannschaft tätig und schaffte mit dem Team den Sprung in die Playoffs, in denen sie in den Finalspielen gegen die Fort Wayne Komets unterlagen. Anschließend wurde Muzzatti zum Trainer des Jahres der IHL gewählt.

### International
Seine guten Leistungen in der Serie A brachten Muzzatti 2004 die erstmalige Nominierung für die italienische Nationalmannschaft ein, nachdem er bereits in der Saison 1992/93 mit der kanadischen Nationalmannschaft einige Spiele bestritten hatte. So vertrat Muzzatti die Italiener bei den B-Weltmeisterschaften 2004 und 2005. Zudem nahm er an den Olympischen Winterspielen 2006 in Turin teil und spielte bei der A-Weltmeisterschaft 2006, nachdem 2005 der Aufstieg gelungen war.

## Erfolge und Auszeichnungen
| - 1988 CCHA Second All-Star Team - 1989 CCHA-Meisterschaft mit der Michigan State University - 1989 CCHA Tournament MVP - 1990 CCHA-Meisterschaft mit der Michigan State University - 1990 CCHA First All-Star Team | - 1990 NCAA West Second All-American Team - 2002 Italienischer Meister mit den HC Milano Vipers - 2003 Italienischer Meister mit den HC Milano Vipers - 2004 Italienischer Meister mit den HC Milano Vipers |

### International
- 2005 Aufstieg in die Top-Division bei der Weltmeisterschaft der Division I
- 2005 Niedrigster Gegentorschnitt der Weltmeisterschaft der Division I, Gruppe B
- 2005 Beste Fangquote der Weltmeisterschaft der Division I, Gruppe B

## NHL-Statistik
(Legende zur Torhüterstatistik: GP oder Sp = Spiele insgesamt; W oder S = Siege; L oder N = Niederlagen; T oder U oder OT = Unentschieden oder Overtime- bzw. Shootout-Niederlage; Min. = Minuten; SOG oder SaT = Schüsse aufs Tor; GA oder GT = Gegentore; SO = Shutouts; GAA oder GTS = Gegentorschnitt; Sv% oder SVS% = Fangquote; EN = Empty Net Goal; 1 Play-downs/Relegation; Kursiv: Statistik nicht vollständig)